# Helcostizus annulicornis
Helcostizus annulicornis là một loài tò vò trong họ Ichneumonidae.